# Francesco Antonio Manzoli
Francesco Antonio Manzoli (pronunciato Mànzoli; Pescara, 17 agosto 1938 – Bologna, 28 settembre 2015) è stato un medico e anatomista italiano.
Professore ordinario di anatomia umana normale presso l'Università di Chieti e l'Alma Mater Studiorum di Bologna, ha svolto la sua attività di ricerca principalmente nel campo della citofisiologia delle membrane cellulari e dei segnali nucleari, in particolare dei linfociti.  È stato direttore dell'Istituto superiore di sanità dal 1989 al 1993.

## Biografia
Laureato in Medicina e Chirurgia all'Università di Bologna nel 1962, rimase nella stessa università dove nel 1963 ebbe il primo incarico come assistente di ruolo all'Istituto di Istologia; nel 1965 si specializzò in Urologia e nel 1968 ottenne la libera docenza in Istologia e Embriologia generale.
Nel 1971 si trasferì all'Università di Chieti e in questa università nel 1974 divenne dapprima docente di Istologia ed embriologia e poi professore ordinario di Anatomia umana normale. Ricoprì inoltre per diversi anni il ruolo di preside della Facoltà di Medicina e Chirurgia dell'Ateneo chietino.
Tornato all'Università di Bologna nel 1980, nel 1982 divenne anche presidente degli Istituti Ortopedici Rizzoli, incarico che conservò fino al 1989: in due anni azzerò i debiti di 48 miliardi di lire, in sei anni ne raddoppiò le strutture scientifiche riportandolo all'antico prestigio.
Gli ottimi risultati ottenuti al Rizzoli fecero ottenere a Manzoli importanti ruoli ed incarichi di prestigio, quali membro del Consiglio Nazionale delle Ricerche, membro della Commissione farmaci e infine nel 1989 direttore dell'Istituto Superiore di Sanità, il principale ente di ricerca italiano in ambito biomedico e, nello stesso anno, membro del Consiglio nazionale dell'economia e del lavoro.
La sua carriera subì una brusca interruzione con Tangentopoli: in quanto membro della Commissione farmaci, che stabiliva gli elenchi del prontuario farmaceutico ed il loro prezzo, presieduta da Duilio Poggiolini, anche Manzoli ne fu travolto; dapprima latitante, dovette dimettersi da direttore dell'ISS. Secondo la contabilità, nel periodo tra 1983 (anno in cui De Lorenzo divenne sottosegretario della sanità) e 1992, le industrie farmaceutiche avrebbero elargito a politici e medici tangenti per un valore di 15 mila miliardi di lire per fare aumentare i prezzi dei farmaci anche fino a raddoppiarli. Arrestato, condotto dapprima a Poggioreale e quindi al carcere di San Vittore, fu poi assolto dalle accuse di associazione a delinquere e corruzione con formula piena «perché il fatto non sussiste».
Dal 1º gennaio 2008 fu direttore scientifico dell'Istituto Ortopedico Rizzoli e dal luglio dello stesso anno presidente dell'Accademia delle Scienze di Bologna.
È morto nel 2015, a 77 anni, nell'Istituto ortopedico Rizzoli dove è stato ricoverato fino al termine della sua lenta malattia.
Il suo nome è stato inciso nella lapide presente nell'aula magna dell'istituto di anatomia dell'università di Bologna in via Irnerio 48, assieme a quello di tutti gli storici titolari di tale cattedra.

## Attività di ricerca
L'attività scientifica di Manzoli ha interessato soprattutto le membrane cellulari, il DNA, l'analisi dei segnali nucleari e i linfociti B e T. Fu autore di 172 articoli con revisione paritaria.

## Pubblicazioni
- Giorgio Brunelli e Francesco Antonio Manzoli, Microchirurgia nervosa e vascolare periferica, Padova, Piccin, 1975, OCLC 995218116.
- P. Carinci, F.A. Manzoli e N. Maraldi, Lezioni di citologia, Bologna, Esculapio, 1977.